# Sabastian Sawe
Sabastian Kimaru Sawe (* 16. März 1996) ist ein kenianischer Leichtathlet, der sich auf den Langstreckenlauf spezialisiert hat. 2023 wurde er Straßenlauf-Weltmeister im Halbmarathon und siegte im selben Jahr mit dem Team bei den Crosslauf-Weltmeisterschaften.

## Sportlicher Werdegang
Erste internationale Erfolge feierte Sabastian Sawe 2022, als er in 59:02 min beim Sevilla-Halbmarathon sowie in 58:02 min bei Roma – Ostia siegte. Zudem siegte er im Dezember in 58:58 min beim Manama-Halbmarathon. Im Jahr darauf belegte er bei den Crosslauf-Weltmeisterschaften 2023 in Bathurst nach 30:04 min den siebten Platz im Einzelrennen und sicherte sich in der Teamwertung die Goldmedaille. Auf der Straße siegte er bei drei Rennen über 10 km und stellte mit 26:49 min eine neue Bestleistung auf. Zudem siegte er beim Berliner Halbmarathon und gewann im Oktober bei den Straßenlauf-Weltmeisterschaften in Riga nach 59:10 min die Goldmedaille. Bei den Crosslauf-Weltmeisterschaften 2024 in Belgrad wurde er nach 28:31 min Siebter im Einzelbewerb und sicherte sich in der Teamwertung erneut die Goldmedaille.
Bei seinem Marathondebüt im Dezember 2024 gewann Sawe in 2:02:05 h den Valencia-Marathon. Im April 2025 siegte er in 2:02:27 h beim London-Marathon.

## Persönliche Bestzeiten
- 10.000 Meter: 27:09,46 min, 4. Juni 2022 in Maia
- 10-km-Straßenlauf: 26:49 min, 29. April 2023 in Herzogenaurach
- 15-km-Straßenlauf: 42:35 min, 3. Dezember 2023 in Heerenberg
- Halbmarathon: 58:29 min, 22. Oktober 2023 in Valencia
- Marathon: 2:02:05 h, 1. Dezember 2024 Valencia